# أحمد آل شافي
أحمد مبارك آل شافي (ولد في 21 أكتوبر 1974) لاعب كرة قدم قطري دولي سابق.
لعب مباراة تصفيات كأس العالم 1998 (آسيا) ضد المملكة العربية السعودية في 11 أكتوبر 1997.
لعب أيضاً في كأس العالم تحت 17 سنة لكرة القدم 1991 في إيطاليا حيث ساهم في احتلال قطر المركز الرابع.